# エドワード・ウィンザー (ダウンパトリック男爵)
エドワード・ウィンザー（Edward Edmund Maximilian George Windsor, Lord Downpatrick、1988年12月2日 - ）は、ジョージ5世の玄孫、実業家。

## 略歴
セント・アンドルーズ伯爵ジョージ・ウィンザーとシルヴァナの間の長男として誕生。祖父エドワード王子の保有するケント公爵の称号の法定推定相続人の法定推定相続人として、ダウンパトリック男爵の儀礼称号を有する。2003年、カトリック信者となり、1701年王位継承法の規定により王位継承権を失った。
オックスフォード大学キーブル・カレッジで語学（フランス語およびドイツ語）を専攻している。